# Clayton (Delaware)
Clayton – miasto w Stanach Zjednoczonych, w stanie Delaware, hrabstwa  Kent oraz New Castle. W roku 2000 liczba ludności wynosiła 1330. Ćwierć wieku później (2023) zaludnienie zwiększyło się do 4399 osób (ponad 3,3-krotnie). 

## Geografia
Według danych amerykańskiego Biura Spisów Ludności (U.S. Census Bureau), miasto zajmuje powierzchnię 2,6 km², w całości lądową.

## Demografia
W spisie z 2000 r. miasto zamieszkiwało 1273 osób, 499 gospodarstw domowych i 346 rodzin. Gęstość zaludnienia to 481,9/km ². Podział rasowy miasta: Rasa biała – 90,26%, Afroamerykanie 8,09%, rdzenni Amerykanie – 0,31%, Azjaci – 0,08%, mieszkańcy wysp Pacyfiku – 0,08%, Inne rasy- 0,47%, rasy mieszane 0,71%. Hiszpanie i Latyno-Amerykanie to pozostałe 1,34% populacji.
Z Calyton pochodzi Betnijah Laney, amerykańska koszykarka.